# 横田貢
横田 貢（よこた みつぎ、1927年4月30日 - 1996年2月9日）は、日本の国語学者、郷土史家。江戸言葉、下町言葉についての研究で知られた。東京生まれ。
1927年、東京浅草清川（現台東区清川）に生まれる。高等学校教員を経て、1975年より東京成徳短期大学教授。1986年より文教大学情報学部教授を務めた。幼少時から橋場で育ったこともあり、浅草寺付近の観光地浅草ではなく観音裏以北の浅草を愛し、その著書『べらんめぇ お江戸ことばとその風土』の中で「橋場・今戸はれっきとした浅草の中の浅草」と記している。

## 著書・論文

### 著書
- 『橋場雁豆屋鈴木家の歴史』（鈴木正徳、1987年）
- 『べらんめぇ言葉を探る 江戸言葉・東京下町言葉言語学』（芦書房、1992年） ISBN 4-7556-1084-2
- 『べらんめぇ お江戸ことばとその風土』（芦書房、1996年） ISBN 4-7556-1116-4

### 論文
- 『東京下町気質とその言葉』